# Leichtathletik-Weltmeisterschaften 1983/Teilnehmer (Gambia)
| Gelbes Symbol für Goldmedaillen mit stilisierten Olympischen Ringen | Graues Symbol für Silbermedaillen mit stilisierten Olympischen Ringen | Braundes Symbol für Bronzemedaillen mit stilisierten Olympischen Ringen |
| ------------------------------------------------------------------- | --------------------------------------------------------------------- | ----------------------------------------------------------------------- |
| —                                                                   | —                                                                     | —                                                                       |

Der Leichtathletikverband von Gambia nahm an den Leichtathletik-Weltmeisterschaften 1983 in Helsinki teil. Drei Athleten wurden vom gambischen Verband nominiert.

## Ergebnisse

### Männer

#### Laufdisziplinen
| Athlet          | Disziplin | Qualifikation | Qualifikation | Vorlauf | Vorlauf | Halbfinale | Halbfinale | Finale | Finale |
| Athlet          | Disziplin | Zeit          | Platz         | Zeit    | Platz   | Zeit       | Platz      | Zeit   | Platz  |
| --------------- | --------- | ------------- | ------------- | ------- | ------- | ---------- | ---------- | ------ | ------ |
| Bakary Jarju    | 100 m     | 10,04 s       | 54            | DNQ     | DNQ     | DNQ        | DNQ        | –      | –      |
| Sheikh Omar Fye | 100 m     | 10,76 s       | 39            | DNQ     | DNQ     | DNQ        | DNQ        | –      | –      |
| Sheikh Omar Fye | 200 m     | 22,30 s       | 40            | DNQ     | DNQ     | DNQ        | DNQ        | –      | –      |

### Frauen

#### Laufdisziplinen
| Athletin  | Disziplin | Vorlauf | Vorlauf | Halbfinale | Halbfinale | Finale | Finale |
| Athletin  | Disziplin | Zeit    | Platz   | Zeit       | Platz      | Zeit   | Platz  |
| --------- | --------- | ------- | ------- | ---------- | ---------- | ------ | ------ |
| Amie Ndow | 100 m     | 12,63 s | 35      | DNQ        | DNQ        | DNQ    | DNQ    |
| Amie Ndow | 200 m     | DSQ     | DSQ     | DSQ        | DSQ        | DSQ    | DSQ    |